# ディーン・ジョーンズ
ディーン・ジョーンズ（Dean Jones、1931年1月25日 - 2015年9月1日）は、アメリカ合衆国アラバマ州生まれの俳優、声優である。

## 来歴
俳優として知られるジョーンズは、1931年にアラバマ州に生まれる。朝鮮戦争の時には、アメリカ海軍へも出兵したこともある。その後俳優を目指して、映画やテレビドラマなどに少しずつ出演し始め、1960年代初頭にはブロードウェイデビューも果たす。様々な舞台へ出演し、人気を博すとともに徐々に映画でもその名が知れ渡り始める。ジャック・レモン出演のコメディ映画などに出演した後、再びブロードウェイへ戻ってスティーヴン・ソンドハイムなどの舞台に出演。俳優としての地位を着実に築いていく。1972年にはゴールデングローブ賞にもノミネートされた。
1954年に結婚するが1970年に離婚。1973年に女優のローリー・パトリックと結婚。
2015年9月1日死去。84歳没。

## 出演作品

### 映画
- 傷だらけの栄光 Somebody Up There Likes Me (1956)
- お茶と同情 Tea and Sympathy (1956)
- バラの肌着 Designing Woman (1957)
- 監獄ロック Jailhouse Rock (1957)
- 偽将軍 Imitation General (1958)
- 雷撃命令 Torpedo Run (1958)
- 戦雲 Never So Few (1959)
- ヤム・ヤム・ガールズ Under the Yum Yum Tree (1963)
- ギロチンの二人 Two on a Guillotine (1964)
- シャム猫FBI/ニャンタッチャブル That Darn Cat! (1965)
- 猛犬ご注意 The Ugly Dachshund (1966)
- 水曜ならいいわ Any Wednesday (1966)
- 黒ひげ大旋風 Blackbeard's Ghost (1968)
- 赤いリボンに乾杯! The Horse in the Gray Flannel Suit (1968)
- ラブ・バッグ The Love Bug (1968)
- 透明人間大冒険 Inafferrabile invincibile Mr. Invisibile, L' (1970)
- あひる大旋風 The Million Dollar Duck (1971)
- 新・ぼくはむく犬 The Shaggy D.A. (1976)
- ラブ・バック/モンテカルロ大爆走 Herbie Goes to Monte Carlo (1977)
- フォース・オブ・ジュライ/その日を忘れない When Every Day Was the Fourth of July (1978)
- ファイヤー・アンド・レイン/運命のデルタ航空191便 Fire and Rain (1981)
- アザー・ピープルズ・マネー Other People's Money (1991)
- ベートーベン Beethoven (1992)
- 今そこにある危機 Clear and Present Danger (1994)
- 誘拐騒動/ニャンタッチャブル That Darn Cat (1996)
- 新ラブバッグ/ハービー絶体絶命! The Love Bug (1997)

### テレビドラマ
- ボナンザ Bonanza (1961)
- 幌馬車 Wagon Train (1962)
- ジェシカおばさんの事件簿 Murder, She Wrote (1984, 1988)

### テレビアニメ
- スーパーマン Superman (1997)
- Adventures from the Book of Virtues (1998)